# 최고재판소 재판관 국민심사
최고재판소 재판관 국민심사(일본어: 最高裁判所裁判官国民審査)는 일본에서 최고재판소 재판관의 파면을 투표로 심사하는 제도다.
「일본국 헌법」 제79조제2항 및 제3항과 「최고재판소 재판관 국민심사법」에 근거해 시행된다. 최고재판소 재판관은 임명 후 처음 실시되는 일본 중의원 의원 총선거 때 국민의 심사를 받으며 이후 10년이 지난 뒤 처음 실시되는 총선에서 다시 심사를 받아야 한다. 그리고 다시 10년이 지난 뒤 처음 실시되는 총선에서 심사를 받는 것을 반복한다.
국민심사에서 과반수의 동의를 받은 재판관은 결과 고시일로부터 30일 후에 파면된다. 한편 국민심사와 별개로 「일본국 헌법」 제78조에 근거한 재판관 탄핵도 가능하다.

## 도입
제2차 세계 대전에서 패배한 일본은 연합군 최고사령부(GHQ)의 통치를 받게 되었다. GHQ는 국민의 권리를 제대로 보장하지 않고 있던 「일본 제국 헌법」을 대신한 새로운 민주적 헌법의 초안을 일본국 정부에 제시했고 이를 바탕으로 현행 「일본국 헌법」이 탄생했다. 국민심사 제도는 GHQ가 제시한 헌법 초안에 있던 것이 그대로 신헌법에 반영된 것이다.
전 대심원장 시모야마 세이이치는 귀족원 의원으로서 헌법 개정안을 심의할 때 "(국민심사 제도를 도입하면) 재판관이 파면을 두려워 해 양심에 따라 재판하기가 어려워진다. 법률의 판단은 국민이 알기 어려운 것이니 국민심사 제도는 부디 폐기하길 바란다"라고 발언하며 국민심사 제도 도입에 반대했다. 한편 도쿄제국대학 법학부장을 지낸 귀족원 의원 야마다 사부로는 "(국민심사 제도는) 재판관을 반성하게 만들기 위해 필요하다. 민주화와 함께 국민도 재판에 관심을 가지고 재판의 당부를 비판하는 힘을 지녀야 한다."라고 주장하며 국민심사 제도가 최고재판소 재판관의 권력 남용을 막을 수단이 될 수 있다고 호소했다.
귀족원에서 논의가 길어지자 GHQ는 국민심사 제도를 도입하지 않겠다면 미국처럼 재판관을 임명할 때 국회의 동의를 구하는 제도로 대체할 것을 주장했다. 하지만 귀족원은 최고재판소가 국회보다 아래에 위치하는 것으로 보일 우려가 있다며 사법권의 독립을 이유로 이를 받아들이지 않았다. 그리고 결국 국민심사 제도 도입에 찬성했다.
하지만 GHQ도 국민심사 제도의 실효성에 대해선 회의적이었던 것으로 보인다. GHQ 사법 담당이던 알프레드 C. 오플러는 제1회 국민심사를 바탕으로 1949년에 논문을 쓰면서 '최고재판소 재판관에 대해 많은 사람들이 관심을 가질지 의문이다', '심사 제도는 재판관의 임명에 관한 실질적인 억제보단 국민주권의 상징적인 제도로 해석해야 한다'라고 했다.

## 방법

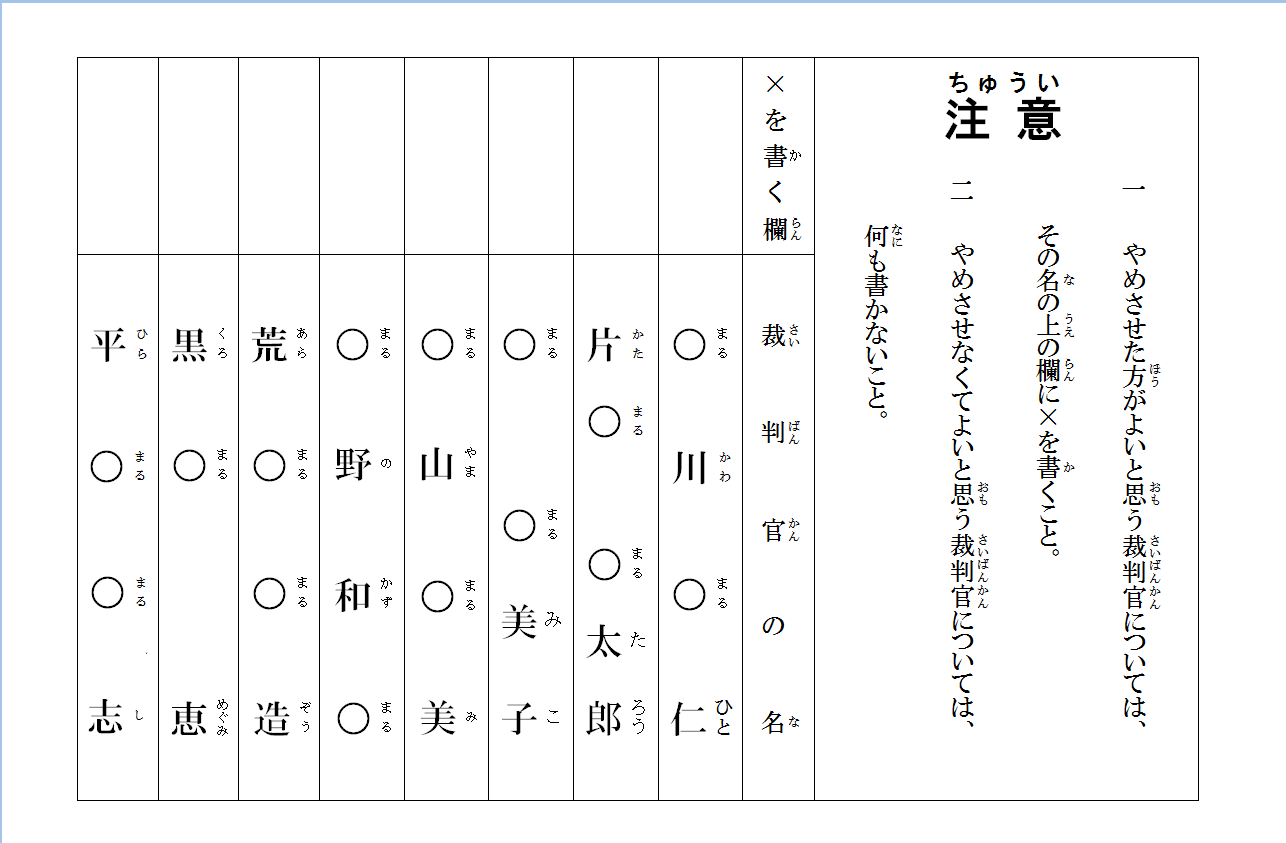
투표 용지 예시.

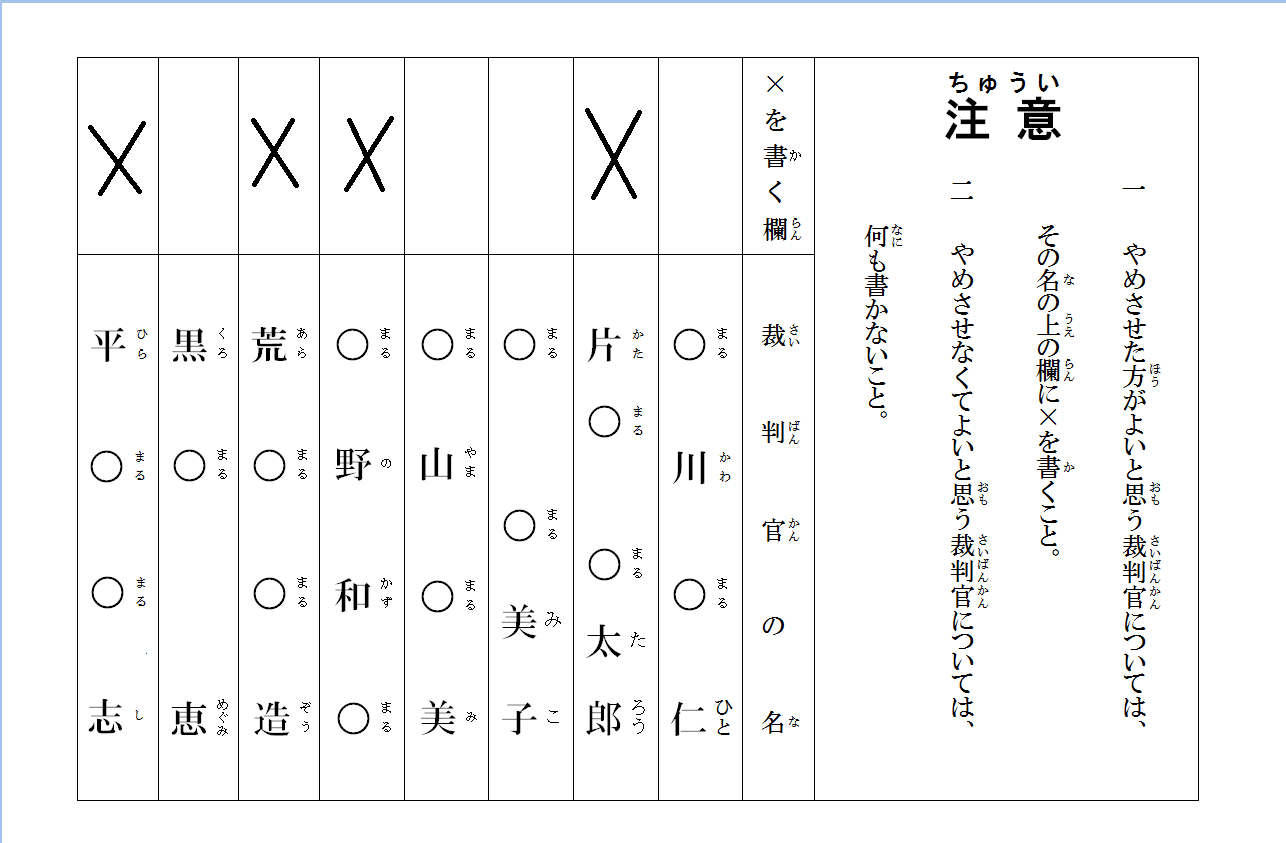
파면해야 한다고 생각하는 재판관의 이름의 위에 X 표시를 하면 된다. O 표시나 다른 표시는 무효 사유가 된다.

최고재판소 재판관 국민심사는 중의원 의원 총선거와 함께 고시되어 함께 실시된다. 사전 투표 기간은 원래 심사일의 7일 전부터 심사일 전날까지였지만 2017년 법이 개정되면서 11일 전부터로 늘어났다.

### 고시와 실시 조건
국민심사 고시는 총선 고시와 함께 한다. 고시를 한 뒤에는 투표인들의 판단을 위해 심사 대상이 되는 재판관의 경력과 주요 판결을 간략히 기재한 『심사공보』를 발행한다. 과거에는 『심사공보』에 각 재판관을 1,000자 미만으로만 안내하도록 규정해 놓았지만 2003년에 해당 조항이 삭제되면서 지금은 문자수에 제한이 없다. 일반적으로 각 재판관에 대한 안내는 1,200자~1,300자 정도가 유지되고 있다.
임명된 직후 처음 시행되는 총선 혹은 10년마다 새롭게 시행되는 총선 때 국민심사를 받아야 한다. 조건에 맞는 국민심사 대상자가 없다면 총선이 시행되더라도 국민심사는 시행되지 않지만 지금까지 그런 사례는 1953년 총선뿐이었다. 반대로 총선과 함께 일본 참의원 의원 통상선거가 시행되는 양원 동시 선거 때는 국민심사까지 세 개의 투표를 하는 셈이 된다. 이 사례는 1980년과 1986년 총 두 번이 있었다.

### 투표
자서식 투표가 이루어지는 총선과는 달리 국민심사는 투표 용지에 심사 대상이 되는 재판관 전원의 이름이 인쇄되어 있다. 투표자는 파면해야 한다고 생각하는 재판관의 이름의 위에 X 표시를 하는 것으로 충분하다. X 외의 표시가 있는 투표 용지는 무효표로 처리한다. 어느 하나의 X 표시가 어떤 재판관에게 투표했는지 판단하기 어려운 경우에는 그 X 표시만 무효로 하고 나머지는 유효표로 계산한다.
일본은 전통적으로 오른쪽에서 왼쪽으로 글을 쓰기 때문에 오른쪽을 우선적으로 보게 된다. 따라서 투표 용지의 오른쪽에 이름이 기재되면 그만큼 X 표시를 받을 확률이 높아지는 경향이 있다. 이를 방지하기 위해 투표 용지에 기재되는 재판관 이름의 순서는 추첨으로 결정한다.
1958년까지는 총선과 국민심사가 함께 시행되었을 뿐 투표는 따로 했다. 즉 총선용 투표 용지를 받아서 기표한 뒤 총선 기표함에 넣고 그 다음에 국민심사용 투표 용지를 받아 기표한 뒤 국민심사 기표함에 넣었다. 총선용 투표 용지와 국민심사용 투표 용지가 뒤섞이지 않게 하기 위한 조치였지만 국민심사용 투표 용지를 받으러 가는 사람은 어느 재판관이든 파면에 찬성한다는 의미이므로 비밀투표 원칙에 어긋난다는 지적이 많았다. 특히 제3회 국민심사는 심사 대상이 된 재판관이 한 명뿐이었기에 이 문제가 더욱 크게 불거졌다. 이에 중앙선거관리위원회가 총선용 투표 용지와 국민심사용 투표 용지를 함께 교부하도록 제도를 고쳤고 새로운 방식이 1960년부터 적용되었다. 1996년에는 총선에 비례대표가 도입되면서 유권자들은 소선거구제 선거구 표, 비례대표제 선거구 표, 국민심사 표까지 총 세 장의 표를 받게 되었다. 다만 일부 지방공공단체에선 여전히 국민심사용 투표 용지를 따로 교부하는 관행이 남아 있어 비판을 받고 있다.
시각 장애를 가진 투표인을 위해 점자로 된 투표 용지도 있다. 국민심사임을 나타내는 문구 외에 점자로는 가타카나로 국민심사라고만 적혀 있으며 재판관의 이름은 인쇄되어 있지 않다. 투표권을 행사하기 위해선 파면해야 한다고 생각하는 모든 재판관의 이름을 성씨와 이름을 함께 적으면 된다.
재외 투표는 오랫동안 실시되지 않았다. 그런데 국민심사 재외 투표를 실시하지 않는 것이 위헌·위법하다는 국가배상청구소송이 제기되고 2022년 최고재판소가 위헌 판결을 내렸다. 이후 국회는 같은 해 11월 법을 개정하면서 국민심사도 재외 투표를 시행하게 되었다.
투표 용지를 교부받지 않거나 교부받은 것을 즉시 반환하면 기권한 것이 된다. 기권의 자유는 1955년에 처음 도입되었는데 대부분의 투표인들은 기권 제도에 대해 알지 못한다고 한다. 투표 용지를 나눠주는 직원들도 기계적으로 용지를 나눠줄 뿐 기권에 관해 설명하지 않다보니 대다수의 투표인들은 아무런 표시를 하지 않은 투표 용지를 그대로 기표함에 넣게 된다. 이 투표 용지는 모두 재판관의 파면에 반대하는 신임으로 간주되는데 지금까지 국민심사로 파면된 재판관이 한 명도 없는 이유 중 하나로 거론되기도 한다.

### 파면 조건
X 표시를 기입하면 해당 재판관의 파면에 찬성한다는 뜻이 되며 이 표가 유효 투표수의 과반수에 달하면 해당 재판관은 국민심사 결과 고시일로부터 30일 후에 파면된다. 다만 해당 국민심사의 투표율이 1% 미만일 땐 파면되지 않는다. 국민심사로 파면된 재판관은 5년이 경과하기 전까지 다시 최고재판소 재판관이 될 수 없다. 하지만 국민심사에서 파면되는 것이 최고재판소 이외의 재판관이나 재판소의 직원, 검찰관, 변호사, 공증인 등의 결격사유는 되지 않는다. 또한 국민심사로 파면되어도 퇴직금은 지급된다.
개표 결과는 일본의 총무대신(과거엔 자치대신)이 최고재판소에 통지한다.
심사 결과에 이의가 있는 심사인 혹은 파면이 확정된 재판관은 중앙선거관리위원회를 피고로 하여 결과 고시일로부터 30일 이내에 도쿄고등재판소에 심사무효공소를 제기해야 한다. 심사무효재판은 다른 재판보다 앞서서 신속하게 진행한다.
X 표시를 하지 않으면 파면에 찬성하지 않는다는 뜻이 된다. 흔히 파면에 찬성하는 표를 불신임표, 파면에 찬성하지 않는 표를 신임표라고 하지만 법적인 용어는 아니다. 또한 국민심사의 취지는 파면의 가부를 국민들에게 묻는 것이므로 애초에 신임과는 차이가 있다.

## 문제점

### 부족한 판단 근거
국민심사가 총선과 함께 시행되다 보니 대부분의 언론도 총선을 주로 보도한다. 애초에 사법부는 특별한 경우가 아니고선 국민도 언론도 사법부에 대해선 거의 관심을 보이지 않으며 많은 국민들은 최고재판소 재판관의 이름도 제대로 알지 못한다. 국민심사 제도의 원조가 되었던 미국은 재판관의 경력이나 업적을 상세히 보도하는 문화가 있지만 일본은 단편적이고 작게 보도한다. 따라서 일본 국민들이 국민심사를 위해 참고할 수 있는 판단의 근거는 『심사공보』 정도인데 『심사공보』에 게재되는 정보도 재판관당 5~6건의 판결만 소개되기에 판단 근거로 삼기에는 많이 부족한 실정이다.
이에 국민심사가 사실상 형해화되었다는 비판이 많지만 그래도 국민심사는 전가의 보도로 기능하여 최고재판소 재판관이 권력을 남용하는 것을 억제하는 효과가 있다는 주장도 많다. 국민심사 제도 도입에 찬성했던 귀족원 의원 야마다 사부로는 국민심사를 재판관에 대한 마지막 통제 수단이라고 표현했다.

### 국민심사 시점
최고재판소 재판관으로 임명되고 시행되는 첫 총선에서 재판관은 반드시 국민심사를 받아야 한다. 그런데 처음 시행되는 총선이 빠르면 빠를수록 재판관은 내세울 실적이 부족해진다. 극단적인 사례로는 1986년 6월 13일에 최고재판소 재판관이 된 하야시 도노스케는 불과 24일 뒤에 국민심사를 받아야 했다.
반대로 임명 후 퇴직할 때까지 총선이 시행되지 않으면 국민심사를 받지 않을 수도 있다. 중의원 의원의 임기가 4년이고 의원내각제의 특성상 4년보다 더 빠른 시기에 중의원 해산과 함께 총선이 시행될 수 있지만 실제로 세 명이 국민심사를 받기도 전에 퇴직한 적이 있었다. 쇼노 리이치는 1년 만에 의원퇴직했고 호즈미 시게토는 임명 2년 뒤에 사망했으며 미야자키 유코는 3년 만에 정년퇴직하면서 국민심사를 한 번도 받지 않았다.
한편 국민심사를 받고 10년이 지난 뒤에 시행되는 첫 총선에서 재심사를 받아야 하는데 이런 사례는 많지 않다. 70세에 정년퇴직을 해야 하므로 50대에 최고재판소 재판관이 되어야 재심사를 받을 기회가 생기는데 50대에 최고재판소 재판관이 되기가 현실적으로 어렵기 때문이다. 지금까지 재심사를 받은 재판관은 초대 최고재판소 재판관 15명 중에서 5명과 역사상 최연소 최고재판소 재판관이 된 이리에 도시오뿐이다. 그리고 재심사가 실시된 국민심사는 1960년과 1963년뿐이었다.

## 역대 최고재판소 재판관 국민심사
| 회차   | 날짜             | 심사 대상 재판관의 수 | 투표율 |
| ------ | ---------------- | --------------------- | ------ |
| 제1회  | 1949년 1월 23일  | 14명                  | 74.04% |
| 제2회  | 1952년 10월 1일  | 5명                   | 76.25% |
| 제3회  | 1955년 2월 27일  | 1명                   | 72.21% |
| 제4회  | 1958년 5월 22일  | 5명                   | 76.63% |
| 제5회  | 1960년 11월 20일 | 8명                   | 72.3%  |
| 제6회  | 1963년 11월 21일 | 9명                   | 70.22% |
| 제7회  | 1967년 1월 29일  | 7명                   | 72.53% |
| 제8회  | 1969년 12월 27일 | 4명                   | 66.42% |
| 제9회  | 1972년 12월 10일 | 7명                   | 67.61% |
| 제10회 | 1976년 12월 5일  | 10명                  | 70.11% |
| 제11회 | 1979년 10월 7일  | 8명                   | 65.67% |
| 제12회 | 1980년 6월 22일  | 4명                   | 72.51% |
| 제13회 | 1983년 12월 18일 | 6명                   | 66.39% |
| 제14회 | 1986년 7월 6일   | 10명                  | 70.35% |
| 제15회 | 1990년 2월 18일  | 8명                   | 70.58% |
| 제16회 | 1993년 7월 18일  | 9명                   | 64.18% |
| 제17회 | 1996년 10월 20일 | 9명                   | 57.56% |
| 제18회 | 2000년 6월 25일  | 9명                   | 60.49% |
| 제19회 | 2003년 11월 9일  | 9명                   | 58.12% |
| 제20회 | 2005년 9월 11일  | 6명                   | 65.49% |
| 제21회 | 2009년 8월 30일  | 9명                   | 66.82% |
| 제22회 | 2012년 12월 16일 | 10명                  | 57.45% |
| 제23회 | 2014년 12월 14일 | 5명                   | 50.9%  |
| 제24회 | 2017년 10월 22일 | 7명                   | 53.34% |
| 제25회 | 2021년 10월 31일 | 11명                  | 55.69% |
| 제26회 | 2024년 10월 27일 | 6명                   | 53.64% |

## 같이 보기
- 최고재판소
  - 최고재판소 재판관

## 참고 문헌
- 西川伸一 (2012). 《最高裁裁判官国民審査の実証的研究》 [최고재 재판관 국민심사의 실증적 연구] 1판. 五月書房. ISBN 978-4772704960.
- 牧野洋 (2012). 《官報複合体 権力と一体化する新聞の大罪》 [관보복합체 ~ 권력과 일체화하는 신문의 대죄] 1판. 講談社. ISBN 978-4-06-217482-4.
- 牧野洋 (2010년 11월 25일). “あなたは最高裁裁判官の名前を知っていますか? 最高裁判事の人事報道、日米で雲泥の差「匿名」なのは検察官だけではない” [당신은 최고재 재판관의 이름을 알고 있습니까? 최고재판사의 인사 보도, 일미간에 천양지차 「익명」인 건 검찰관만이 아니다]. 《現代ビジネス》. 講談社. 2010년 12월 4일에 원본 문서에서 보존된 문서. 2024년 4월 16일에 확인함. 全7頁構成（→P.2、P.3、P.4、P.5、P.6、P.7） ※ 기사 전문은 현재 인터넷 아카이브에 보존되어 있음《당해 기사는 현재 모두를 제외하고 회원 전용 공개》
- 深澤武久 (2011). 《法廷に臨む》 [법정을 향하다] 1판. 信山社. ISBN 978-4797285796.